# Raylander Mártis dos Anjos
Raylander Mártis dos Anjos (João Monlevade, Minas Gerais, 1995) é uma artista visual trans brasileira.

## Percurso
Raylander Mártis dos Anjos possui bacharelado em Artes Visuais pela Universidade Federal de Minas Gerais (Brasil) e em Arte e Multimédia pela Escola Superior Gallaecia (Portugal).
O aquilombamento é um tema central da poética de Raylander. Seus trabalhos estiveram espaços artísticos de referência como Programa Pivô Satélite #1 (São Paulo, 2020) e em 2019, foi residente no Instituto Adelina em São Paulo e recebeu o Prêmio de Residência EDP nas Artes, do Instituto Tomie Ohtake (2018). Desenvolveu projetos entre Brasil e Espanha, dentre eles: Duas toalhas de banho (Área Panorâmica de Tui – Espanha, 2017) e Diagrama do erro: a condição de uma planície instável (Centro Cultural Salgado Filho – Belo Horizonte, 2016) e em 2017 participou na XIX Bienal Internacional de Arte de Cerveira, em Portugal.

## Premiações
- 2018 - Prêmio EDP nas Artes, de residência, do Instituto Tomie Ohtake[11]

## Exposições
- Coral de Choros, no Programa de Exposições do CCSP, 2018
- "Duas Toalhas de Banho" na Área Panorâmica de Tui, Espanha, 2017
- "O coletor" na UFMG, Belo Horizonte, 2016
- "Sobre o homem: em trabalho" na galeria FAE da UFMG (Belo Horizonte, 2015